# Ahnenpfahlfest beim Volk der Asmat

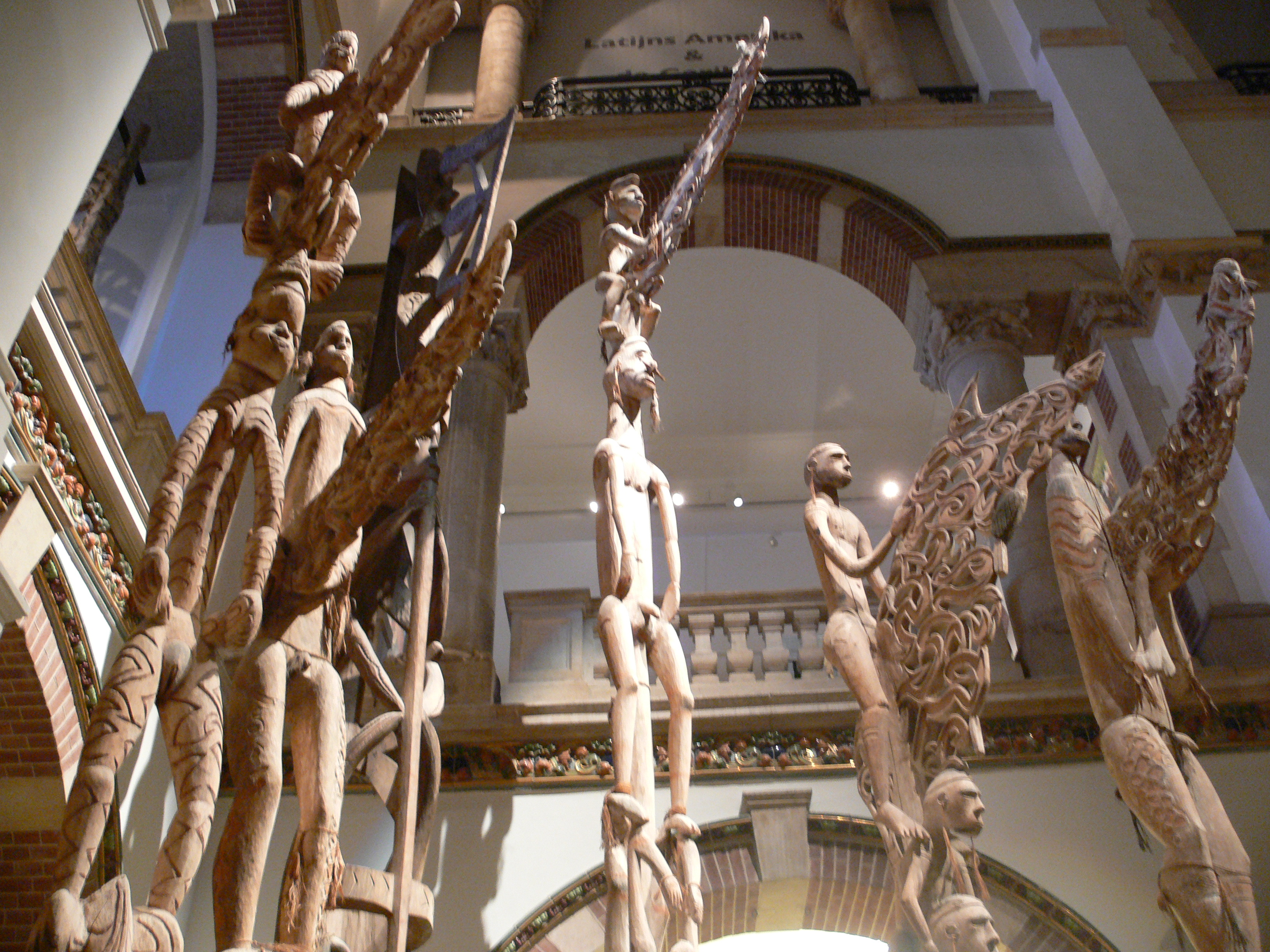
Verschiedene Ahnenpfähle (Tropenmuseum/Amsterdam)

Das Ahnenpfahlfest, auch (m)bis pokumbu und emak cem pokmu, ist ein ethnisch religiöses, zyklisch gefeiertes Ritual der Asmat, eines Volkes, das im Süden der Insel Neuguinea in der indonesischen Provinz Papua Selatan lebt. Die mbis-Ahnenpfähle, Seelenpfähle, zeichnen sich durch kraftvolle figürliche Darstellung aus. Sie dienen, in der lebendigen Vergegenwärtigung der Toten, als Mahnmal der Rache, und sie hatten in der Vergangenheit jeweils eine Kopfjagd-Fehde zur Folge.

## Geschichte
Das Ahnenpfahlfest, auch mbis-Fest genannt, gründet auf dem Bewusstsein der Asmat, dass die Harmonie im Dorf ernsthaft gestört würde, wenn die Dorfbevölkerung ihren Verpflichtungen zu kultischen Handlungen nicht nachkäme. Traditionell ist dieses Fest eng verknüpft mit einem Kopfjagdzug. Diese finden heute wohl nicht mehr statt. Heute wird eher das Anliegen verfolgt, dörfliche Streitigkeiten zu beseitigen und Krankheiten zu vertreiben. Außerdem dient der Ahnenpfahl der Spende von Gemeinsamkeit, Energie und Lebensfreude. Eine besondere Tradition liegt darin, die Verstorbenen in gutem Andenken zu behalten. Dies ist durchaus reziprok gedacht, denn gleichzeitig erhofft man sich, dass eine dankvolle Bindung zu den Menschen wachgehalten wird (do ut des). Der Ahnenpfahl symbolisiert Ehrerbietung und Hilferuf zugleich.
Ähnlich dem Maskenfest der Asmat ziehen sich die Festvorbereitungen hierzu über mehrere Monate hin. Sie bestehen aus einer Vielzahl von Zeremonien, die vornehmlich dem Ziel dienen, die durch Verfehlungen (bis weit ins 20. Jahrhundert auch Kopfjagd) in eine „Zwischenwelt“ (ainamipits) verbannten Verstorbenen zu befreien, damit sie ins Reich der Ahnen (safan) eingehen können. Die fehlende Gelegenheit, nach Kopfjagdzügen die Namen der Opfer anlässlich des firauwi-Festes laut auszurufen, wurde als tadelnswert betrachtet. Ebenso war es tadelnswert, wenn ein Krieger selbst Opfer eines Kopfjagdzuges wurde beziehungsweise der schwarzen Magie verfiel. Da zwischen den lebenden Menschen und den jüngst Verstorbenen lediglich eine graduelle Distanz besteht, ist es den Menschen möglich, eine rege Kommunikation zwischen den Welten (diesseitige Welt und Zwischenwelt) zu führen. Die Familienclans gedenken ihrer Verstorbenen daher in der Weise, dass sie expertierte Künstler beauftragen, einen Ahnenpfahl zu schnitzen.
Den Höhepunkt des Ahnenpfahlfestes bildet das Ausrufen der Namen der im Pfahl Verewigten. In diesem Ritual der Beseelung inkarnieren die toten Seelen in ihren geschnitzten Abbildern und sind noch einmal leibhaftig in ihrem Dorf anwesend. Gäbe man der geschnitzten Figur den Namen einer noch lebenden Person, hätte dies den irdischen Tod und den Übergang ihrer Seele in die Holzfigur zur Folge. Nach dem Fest bringt die Familie ihren Pfahl in die privaten Sagogründe. Mit Nachdruck werden dort die Verstorbenen aufgefordert ins Reich der Ahnen zu ziehen. Die Angehörigen zerstören die Pfähle mit einer Axt, um einer eventuellen Rückkehr der Geister vorzubeugen, und bedecken sie mit Blättern.

## Neuere Geschichte des Ahnenpfahlfestes
Mit der Angliederung Westneuguineas an Indonesien im Jahr 1962 erfuhren sämtliche rituellen Feste der Asmat eine temporäre Zäsur, da die indonesischen Verwaltungsbehörden unterstellten, es handle sich um Riten, die Kopfgeld und Kannibalismus sowie Promiskuität förderten. Das vormalige Protektorat der Vereinten Nationen ließ die Asmat in ihrem Ahnenkult noch gewähren. Die Ablösung der Zuständigkeiten veranlasste die indonesische Obrigkeit, die Zeremonialbauten der Asmat zu zerstören und absolute Verbote für rituelle Feste jedweder Art zu verhängen.
Anfang der 1980er Jahre erfuhr die Region einen touristischen Aufschwung, sodass ein Umdenken einsetzte. Zunächst zögerlich erteilte man Ausnahmegenehmigungen und lockerte die Restriktionen. Mit den Jahren wurden auch ungenehmigte Veranstaltungen geduldet. Bürokratische Ungeschicklichkeiten der indonesischen Verwaltung führten allerdings fortwährend zu Vernichtung und Wiederaufbau und Wiedervernichtung der Kultstätten, was zu Verunsicherung und Verstörung bei den Einheimischen führte. Das Selbstverständnis der rituellen Handlungen wurde weder erkannt noch ernsthaft kulturell geschützt. Die Basis der Beziehungen zu den Obrigkeiten beruht auf einer insoweit recht labilen Beziehung. Dennoch hat das Fest heute wieder eine Belebung erfahren.

## Der Mythos
Das bis-Fest gründet wie alle großen Kultfeste auf überlieferten Mythen. Einer davon ist der religiöse Mythos von der jungen, anmutigen und schönen Bis. Diese fand nach langen ehelichen Irrwegen mit dem Jäger Daru ihren wahren Liebsten Pupuripits, der sie aufgrund ihrer Schönheit und zu Ehren seiner kürzlich verstorbenen Angehörigen als Modell zum Vorbild nahm und eine Bildsäule schnitzte. Bis starb daraufhin, weil ihre Seele in den nach ihrem Bildnis gestalteten Ahnenpfahl einging und dort blieb.
Diesen Mythos gibt es in abgewandelten Versionen und mit ausgetauschten Beteiligten um eine zweifelbehaftetere Bis. Anfang und Ende allerdings gleichen sich. Der Befreiung folgt letztlich ein Fest mit einem imposanten Schnitzwerk, dem mbis-Pfahl.

## Ahnenpfahl und Ahnenpfahlfest

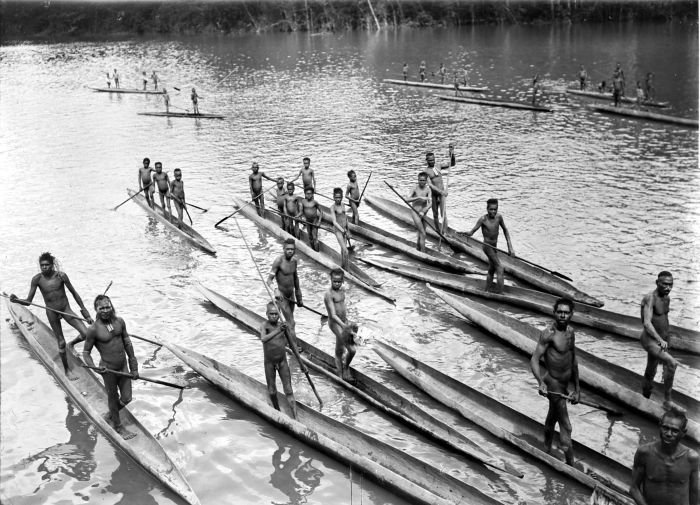
Einbäume auf dem Lorentz-Fluss

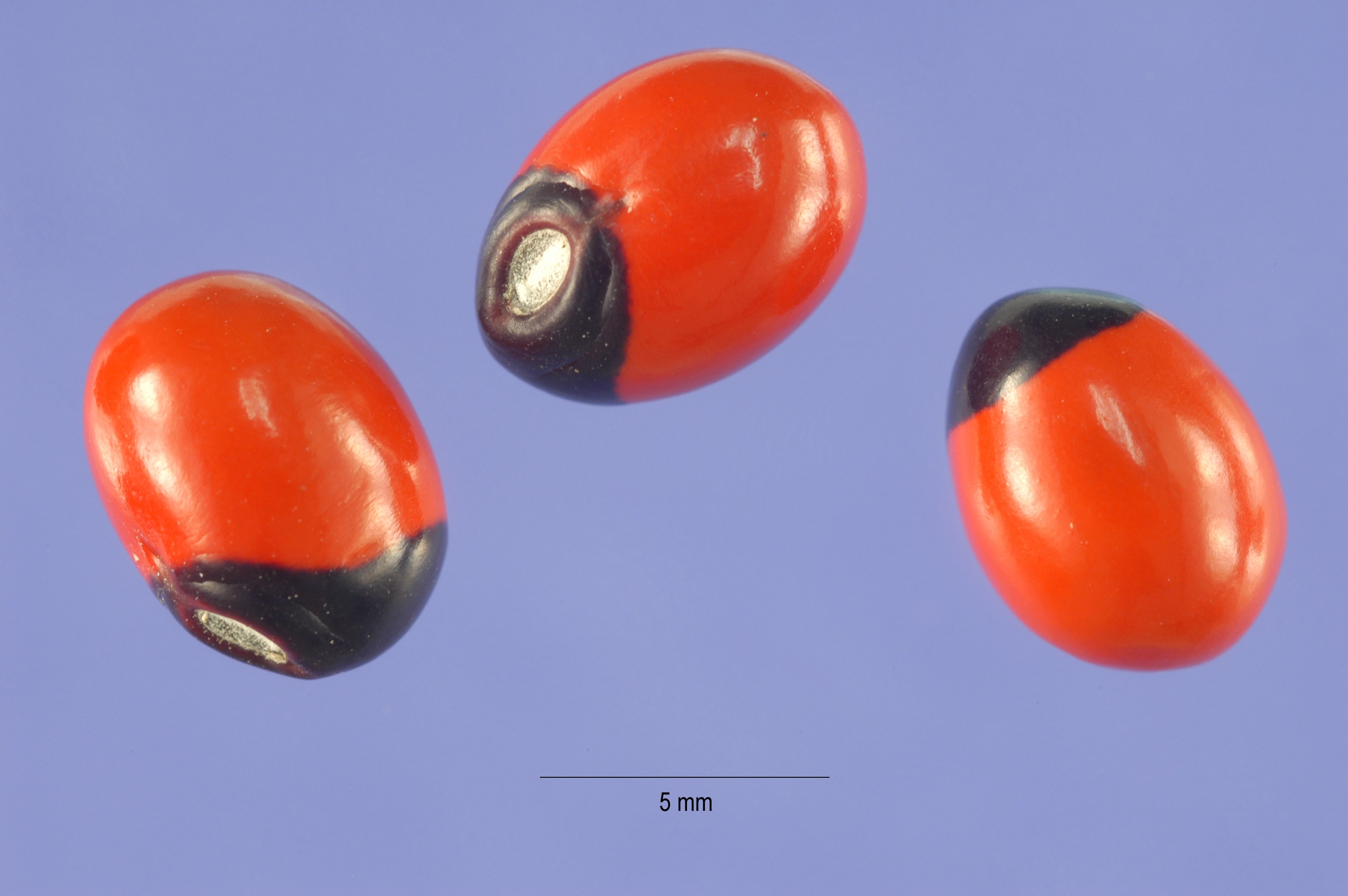
Samen des Abrus precatorius

### Der Ahnenpfahl
Die Ahnenpfähle gehören zu den charakteristischsten und zugleich monumentalsten Schnitzwerken der Asmat. Insbesondere hervorzuheben sind die Bismam-, Becembub- und Simai-Kulturgruppen, die als die bedeutendsten bis-Schnitzer gelten. Bis zu acht Meter Höhe erreichen diese mächtigen Bildsäulen aus übereinandergetürmten menschlichen Figuren, Tieren, Pflanzen und anderen Objekten wie Trommeln oder Sagoschalen. Eindrucksvoll sind auch die ausladenden Flügel (cemen) am oberen Ende des Pfahls. Ahnenpfähle werden aus dem Stamm eines Mangrovenbaums hergestellt. Der markante Flügel ist in filigraner Ajour-Arbeit (ähnlich durchbrochenen Flechtmustern bei der Ajour-Spitzenstickerei) aus einer natürlicherweise aus dem Stamm gewachsenen Brettwurzel geschnitzt, die man als einzige stehen lässt. Da der Stamm zur Bearbeitung auf den Kopf gestellt wird, befindet sich der Flügel immer nah an der Spitze des Pfahls. Der Flügel symbolisiert einen aufgerichteten Phallus. Er ist Ausdruck von Kraft und Fruchtbarkeit und ragt aus oder vor dem Unterleib der obersten, zuweilen auch zweitobersten Ahnenfigur empor. Die Schnitzer (wowipits) lassen ihn bis kurz vor dem Festhöhepunkt unbearbeitet. Die im Pfahl vergegenwärtigten Ahnen sind aufrecht oder kopfunter aus dem Holz geschnitzt. Manche bis-Pfähle dokumentieren eine ganze Familiengeschichte. Zudem erscheinen im Schnitzwerk zahlreiche Symbole und Motive, die einen Bezug zur Kopfjagd haben (Nashornvogel, Kakadu, Trophäenköpfe und andere). Der Fuß der Figurensäule ruht oft auf einem Einbaum, der die Verstorbenen über das Meer in das Reich der Ahnen bringen soll.

### Festvorbereitungen
Das familiäre Kindesverhältnis ist matrilinear ausgerichtet. Daher wird der Bruder der Mutter höher angesehen als der leibliche Vater. Aus diesem Grunde ist es den Schwiegerleuten vorbehalten, in den Wald zu gehen und den geeigneten Baum zu fällen. Für jede Sektion im Dorf handeln die Schwiegersöhne der kürzlich Verstorbenen. Daher werden mehrere Bäume ausgesucht.
Den Auftakt macht allerdings eine Gruppe von Alten, die Triebe eines jungen Sagoblattes aus einer Palmkrone schneiden und das weiße weiche Mark (wasir wu) freilösen, um ein bis zu drei Meter langes Ritualobjekt (bete apibis) entstehen zu lassen. Dieses wird an Pfosten der Feuerstellen im Männerhaus  (yeu) angebunden. Der als geeignetes Objekt ausgesuchte Baum wird tags darauf ringsum gesäubert und mit weißem Muschelkalk (mbi) beworfen. Dabei rühmen sich die Männer ihrer Heldentaten. Man kehrt zurück ins Dorf und befragt die Alten, wann die Bäume gefällt werden sollen.
Festlich geschmückt und mit einer Vielzahl von Einbäumen machen sich die Männer und Jugendlichen erneut in den Wald auf. Diese Veranstaltung wird außergewöhnlich laut abgehalten, denn das abzuhaltende bis wird nunmehr für jeden Waldbewohner unüberhörbar angekündigt. Lieder werden gesungen, die Paddel dazu im Rhythmus gegen die Einbaumwände geschlagen und Bambushörner geblasen. Daran schließt sich das Zwischenritual eines Scheinkrieges zwischen den Dorfsektionen an. Es gilt Gewandtheit in der Verteidigung und Behändigkeit im Angriff zu demonstrieren. Als Waffen dienen Schilfhalme. Bei manchen Asmat-Gruppen, wie den Simai oder Becembub, erscheint während dieses „kriegerischen“ Treibens der Maskengeist (biw). Ihm gilt es auszuweichen, denn er verbreitet Schrecken. Er läuft die ausgewählten Bäume ab und verschwindet wieder, um anlässlich des Aufrichtens des mbis-Pfahls später im Dorf nochmals zu erscheinen; diesmal ohne die Absicht, die Menschen zu erschrecken.
Nach diesen Ereignissen wird der auserwählte Baum mit einem Gürtel aus fransigen Sagoblättern geschmückt. Die Geister sollen auf das Geschehen aufmerksam gemacht werden und alte Männer rufen die Namen ihrer Kopfjagdopfer aus. Dabei werden Kerben in die Luftwurzeln des Mangrovenbaums geschlagen. Die peripheren Äste und Wurzeln werden abgeschlagen und der Baum gefällt. Erneut besteht Gelegenheit, die getöteten Feinde auszurufen. Mit wenigen Axthieben wird die Länge des zukünftigen Pfahls markiert. Dazu wird gesungen, gelärmt, bisweilen getanzt. Mit Kasuar-Knochendolchen und Grabstöcken werden die Bäume von der Rinde befreit. Die Jugendlichen enteilen in den Wald, um Kleintiere wie Echsen, Jungvögel oder Beutelmäuse beizubringen, mit denen die cemen-Brettwurzel für die Heimreise geschmückt wird. Diese Mitbringsel dürfen später nur von denjenigen verspeist werden, die im Männerhaus Wache gehalten hatten, während die Familienangehörigen im Wald waren.

### Abtransport und rituelle Vorbereitung
Die Bäume werden sodann ins Dorf verbracht. Sie werden getragen, nicht geschleift. Ab der Uferlinie werden sie behutsam mittels der Einbäume über den Wasserweg transportiert. Am Ufer werden die Rückkehrer von den Dorffrauen erwartet. Sie verstecken sich und greifen in einem Scheinkrieg (uc) an. Die sonstige gesellschaftliche Gepflogenheit, dass eine Frau sich nicht wehren darf, wenn sie von ihrem Mann geschlagen wird, darf hier spielerisch umgekehrt werden, wobei sich diesmal die Männer nicht wehren dürfen. Ernsthaftere Verletzungen müssen ertragen werden oder man weicht durch Flucht aus. Manche Angriffe der Frauen dienen tatsächlich der Ausdrucksverleihung aufrichtigen Interesses am ausgewählten Mann.
Die zukünftigen Kopfjagdopfer werden ausgerufen, zumeist die feindlichen Kriegshäuptlinge und deren Familienangehörige, auf die die Ursache der Feier zurückzuführen ist, da sie Dorfangehörige getötet hatten. Nach dem Verständnis der Asmat wird so der Ausgleich zwischen den Dörfern hergestellt. Die Bäume werden ins Dorf verbracht und mit Blattwerk abgedeckt. Den Männern steht es offen, ob sie im Männerhaus nächtigen oder zu Hause bei der Familie. Bis tief in die Nacht wird getrommelt und gesungen. In der Nacht kommt es häufig zu Verabredungen, die sich papisj nennen. Dabei handelt es sich um vereinbarten, rituellen Frauentausch zwischen zwei verheirateten Männern. Die Frauen geben dazu ihr Placet. Die Asmat gehen bei diesem Ritus davon aus, dass die Gemeinschaft gestärkt wird. Kopfjagd-Gesellschaften setzen das Überleben des Verbandes neben das Interesse des Individuums. Daher kommt papisj-Bündnissen eine besondere Bedeutung in Kriegs- oder Katastrophenzeiten bzw. zu Zeiten von Epidemien zu.
Noch vor dem Männerhaus werden die Ahnenpfähle grob behauen, damit Konturen für die Feinbearbeitung bestehen und die figürliche Einteilung vorgegeben ist. Danach erst werden sie in einen rasch erstellten Anbau zum Männerhaus (yom cem) verbracht. Im Männerhaus ist die Schnitzarbeit nur mit Sticheln erlaubt. Die dabei abfallenden Späne werden sorgfältig auf Haufen aufbewahrt. Die Frauen müssen das Dorf bei dieser Zeremonie verlassen und gehen Sago ernten oder an den Fluss zum Fischen. Da die Frauen die Pfähle nicht mehr sehen dürfen, ist der Anbau so konzipiert, dass er nur vom Männerhaus aus betreten werden kann. Zusätzliches Blattwerk versteckt die Schwelle nach außen. Nach Einbringung der Pfähle ins Haus werden Rituale der Verbrüderung angestimmt und Freundschafts- wie Aussöhnungszeremonien inszeniert. Hierbei handelt es sich um einen wichtigen Bestandteil des Ahnenfestes, auf den es einigen Bewohnern ganz besonders ankommt und der in seiner kollektiven Wirkung das Dorfleben nachhaltig auffrischt.

### Gestalt des Ahnenpfahls und sonstige festliche Vorbereitungen

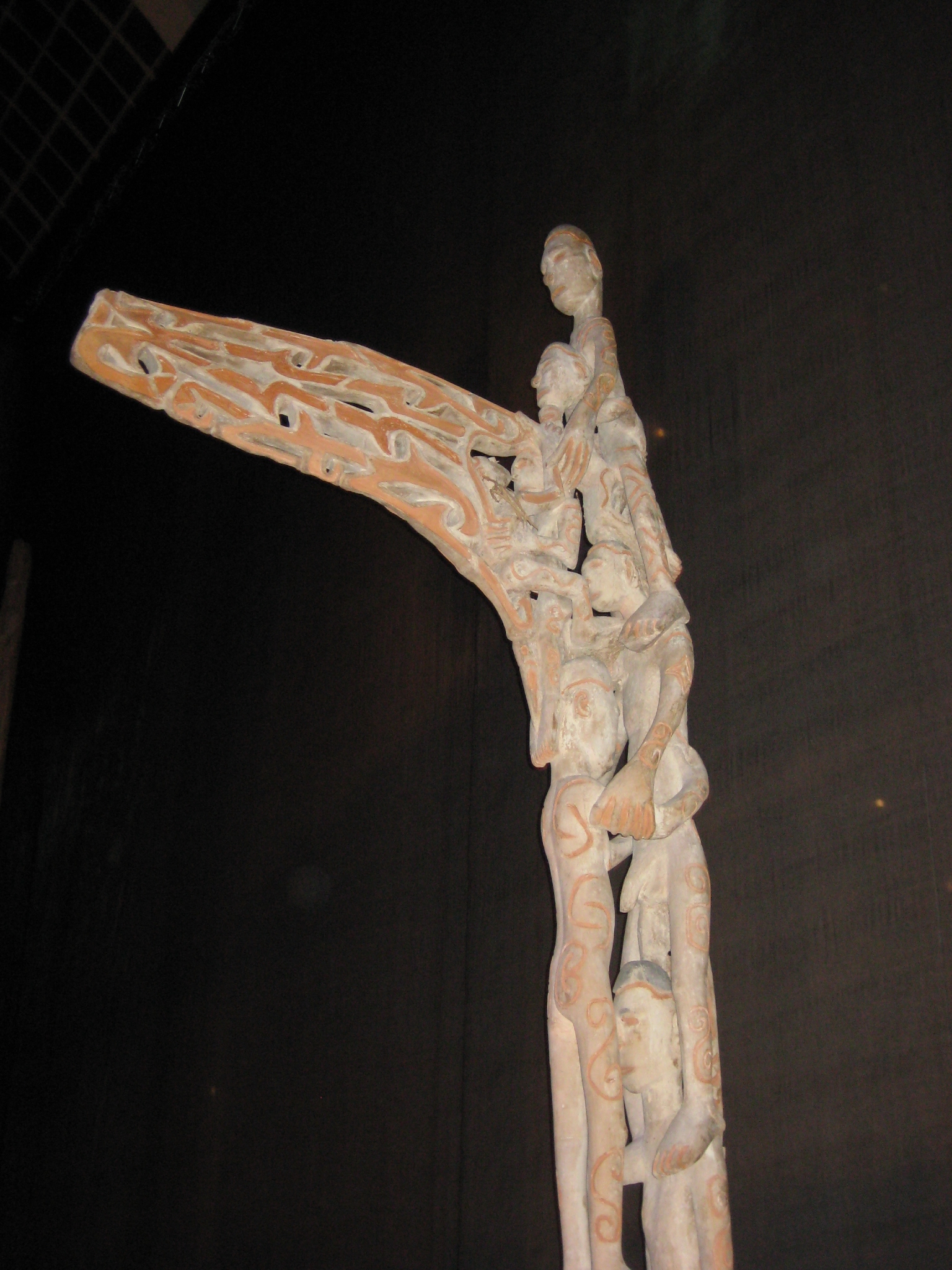
Der Flügel (das phallische Symbol) cemen

Ein Ahnenpfahl weist drei abgrenzbare Hauptelemente auf: zum einen den Fußteil (ci), der als Einbaum oder Senkspitze gestaltet ist, sodann den Hauptteil (bis anakat), der die ausgeschnitzten figürlichen Elemente trägt, und letztlich das phallische Symbol (cemen), das Brettholz, das zuletzt erst bearbeitet wird. Mit Fertigstellung wird die eigentliche bis-Zeremonie (das Hauptfest) terminiert.
Zum Ahnenfest werden Gäste aus anderen Dörfern eingeladen, denn Stolz und Genugtuung über die organisatorische Stärke des Dorfes sollen kundgetan werden. Der Hauptteil des Ahnenpfahls wird hierzu bemalt; Weiß wird für die Körper und Seelen und Geisteswesen verwendet, Rot für die Ornamentierung (Kraftlinien) und Schwarz für Haare und Scham. Geschmückt wird mit Troddeln, Geflochtenem, Federn, Coix- oder Abrus-Samen, Kaurischnecken und vielem mehr. Danach wird der Pfahl behutsam aufgenommen und präsentiert sowie besungen. Die Pfähle werden aufgerichtet und gesichert. Physisch bereitgestellte Schwimmkörper am Fluss sollen den Seelen eine störungsfreie Überfahrt ins Ahnenreich ermöglichen, weshalb Paddel beigelegt werden.
Im Dorf wird von den Frauen reichhaltig Nahrung herbeigeschafft. Zum Dank erhalten sie von den Männern große Rotanreifen über ihre Arme gestreift. Ein hochkomplizierter Nahrungsaustausch beginnt. Viele Zeremonien wiederholen sich. Noch in der Nacht endet das Fest. Die Gäste verlassen morgens das Dorf. Wenig später werden die Pfähle enttäut und zu Boden gelegt. Danach werden sie in die Sagowaldgründe verbracht und zerstört. Dies erfolgt in zweierlei Absicht. Die Geister befreien sich und können die Fahrt mit den bereitgestellten Booten ins Ahnenreich aufnehmen und die Körper (die physisch gebrochenen Ahnenpfähle) verwesen – mit Blattwerk abgedeckt – im Wald.

## Kategorien der Pfähle
Die bis-Pfähle lassen sich in zwei Kategorien einteilen. Die großen, sieben bis acht Meter hohen Pfähle erfüllen nur für ein Fest eine bestimmte Funktion. Danach werden sie zerstört.
Die kleineren Pfähle verbleiben dagegen als Hauspfähle an der Feuerstelle im Männerhaus des Dorfs, um den Lebenden in allen Schwierigkeiten beratend und unterstützend zur Seite stehen.